# Universidad Técnica de Manabí
La Universidad Técnica de Manabí, UTM, es una institución pública de educación superior ubicada en la ciudad de Portoviejo, Manabí (Ecuador). Fue fundada el 29 de octubre de 1952 en el gobierno presidencial del Dr. José María Velasco Ibarra. Sus tres funciones sustantivas son: la Investigación Científica, la Academia y la Vinculación con la sociedad; interviene con calidad en todas las esferas y sectores tantos públicos como privados mediante el apoyo de estudiantes, docentes y autoridades. Oferta estudios de pregrado y posgrado en diversas especialidades y modalidades.
La Universidad Técnica de Manabí posee plenas facultades para organizarse dentro de las disposiciones de la Constitución de la República del Ecuador, la Ley Orgánica de Educación Superior, su Reglamento, otras leyes conexas, el Estatuto Orgánico de la Universidad Técnica de Manabí y los Reglamentos expedidos para estructurar la organización de la institución. Actualmente la institución se encuentra acreditada dentro del Sistema de Educación Superior del Ecuador, por un periodo de cinco años, mediante Resolución del Consejo de Aseguramiento de la Calidad de la Educación Superior (CACES).
Los rankings que ubican a la Universidad Técnica de Manabí entre las mejores universidades de América Latina son Ranking Quacquarelli Symonds(QS) y StuDocu World University Ranking. Otros rankings con los que cuenta la institución pública son 
Scimago(SJR), Webometrics rankings y Times Higher Education.

## Historia
El Ecuador en la década de los 50, bajo el gobierno del Señor Galo Plaza Lasso, entra en proceso de modernización, respondiendo a los avances tecnológicos de América Latina. En este contexto y tomando en cuenta que Ecuador y la provincia Manabí eran eminentemente agropecuarios, se necesitaba crear una institución de Educación Superior que oferte profesionales que respondan a las exigencias académicas de la provincia y el país. Es así como la Universidad Técnica de Manabí fue creada por el liderazgo del Dr. Julio Marín, diputado por Manabí, y el apoyo de los manabitas Emilio Bowen Roggiero y Silvio Mora Bowen, en el gobierno del Dr. José María Velasco Ibarra, mediante Decreto Legislativo del 29 de octubre de 1952. El Presidente de la República, Dr. José María Velasco Ibarra puso el ejecútese correspondiente el 21 de noviembre de 1952; sin embargo, la Universidad Técnica de Manabí no inició sus labores hasta el 25 de junio de 1954, siendo esta última fecha, en la que realmente se conmemora su aniversario de creación. El primer rector de la institución fue el Ing. Paulo Emilio Macías Sabando, mediante Acuerdo N° 407, firmado por el Sr. Presidente de la República. El Ing. Paulo Emilio Macías es reconocido como el artífice de la Universidad, porque logró hacer realidad el proyecto a través de una brillante gestión, que prestigió el alma mater en el ámbito internacional. La UTM se crea con las Facultades de Ingeniería Agrícola y Medicina Veterinaria, con las carreras de Ingeniería Agronómica, Ingeniería Agrícola y Medicina Veterinaria.

## Rectores
Los rectores de la Universidad Técnica de Manabí desde su fundación en 1952 han sido:
- Paulo Emilio Macías Sabando (1954 - 1966)
- Ignacio Hidalgo Villavicencio (1967 - 1970)
- José Manzo Quiñones (1970 - 1972)
- Francisco Flor Cedeño (1972 - 1973)
- Medardo Manciati Reyes (1973 - 1977)
- José Delgado Robles (1979 - 1983)
- Guido Arroyo Muentes (1983 - 1986)
- José Toro García (1986 - 1987)
- Guido Álava Párraga (1987 - 1996)
- Vicente Beltrón López (1996 - 1997)
- José Félix Véliz Briones (1997 - 2012)
- Vicente Véliz Briones (2012 - 2022)
- Santiago Quiroz Fernández (2022 - Actualidad)

## Filosofía Institucional

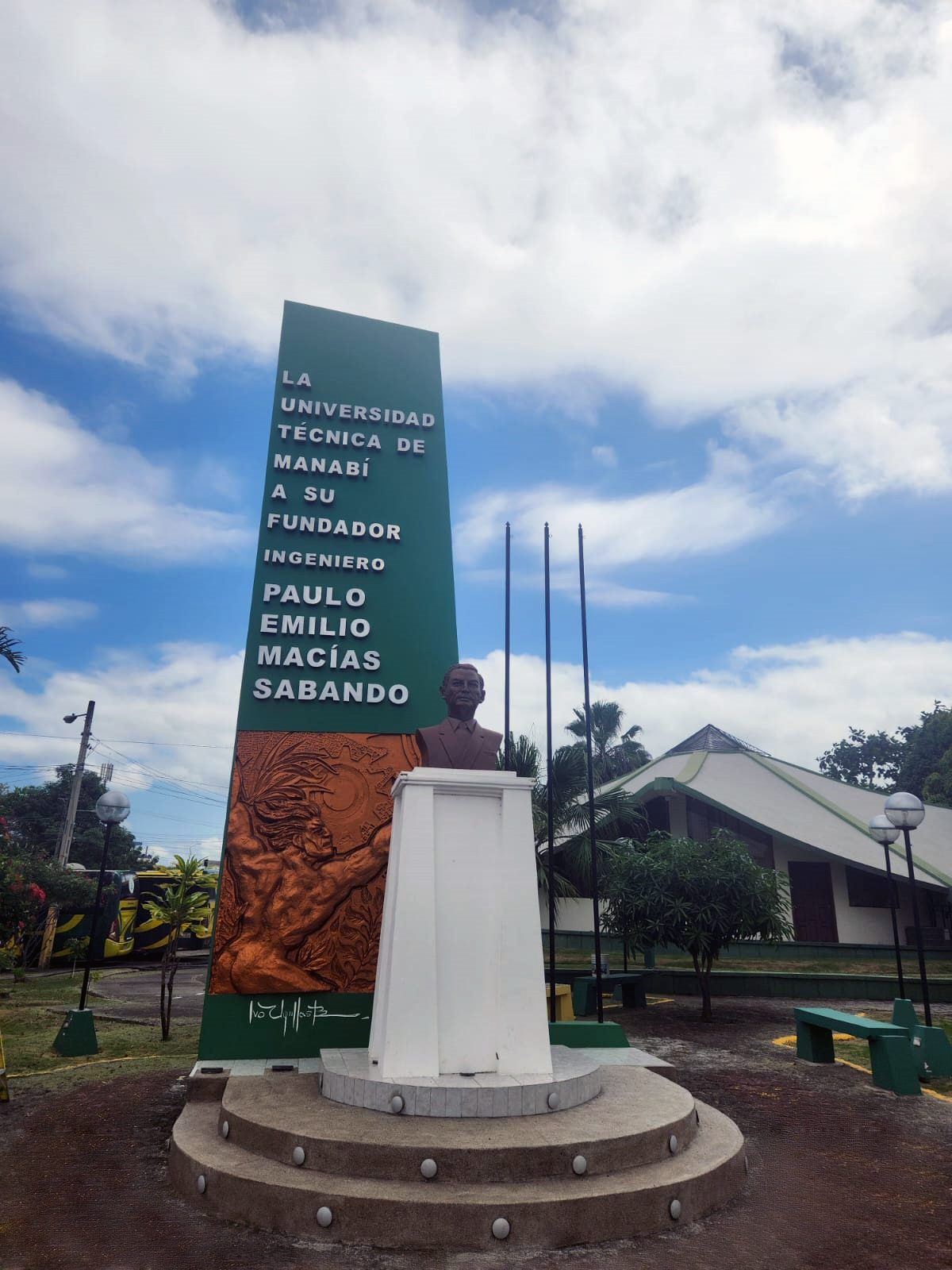
Monumento Paulo Emilio Macías Sabando

### Misión
"Formar de manera integral profesionales, investigadores y técnicos responsables, humanistas, éticos y solidarios, comprometidos con los objetivos del desarrollo nacional, así como de generar nuevos conocimientos mediante investigaciones de calidad, y su transferencia eficaz fomentando la promoción y difusión de saberes y culturas en su entorno social y económico, con vocación de internacionalización, excelencia académica y sostenibilidad."

### Visión
"Constituirse en institución universitaria líder, referente de la educación superior en el Ecuador, de reconocido prestigio docente e investigador, promoviendo la formación de profesionales con alto grado de empleabilidad, así como la investigación e innovación para la creación y transferencia de la ciencia, la técnica y la cultura, con compromiso y reconocimiento social, proyección regional y mundial."

### Valores Institucionales
Los valores institucionales que rigen el quehacer institucional son: Responsabilidad entendida como la capacidad de todos de asumir las consecuencias de sus acciones y omisiones, Compromiso con la excelencia académica meta superior, permanente y cotidiana, Honestidad administrar los asuntos personales e institucionales con integridad y probidad, Trabajo comprometido con el prestigio de la UTM e Imparcialidad en las decisiones institucionales y motivadas por la búsqueda de la verdad y el desarrollo integral de la patria ecuatoriana.

## Administración
El cogobierno de la Universidad Técnica de Manabí, emana de sus docentes, estudiantes, empleados y trabajadores, en las proporciones establecidas en la Ley de Educación Superior y es ejercido jerárquicamente por los siguientes organismos y autoridades:
1. Honorable Consejo Universitario.
2. Rector.
3. Vicerrector Académico.
4. Honorable Consejo Directivo de Facultad.
5. Decanos.
6. Directores de Institutos.
7. Vicedecanos.
8. Coordinadores Departamentales.

Las autoridades actuales de la UTM son:
- Rector: Dr. Santiago Quiroz Fernández, Ph. D.
- Vicerrectora Académica: Dra. Mara Molina, Ph. D.
- Secretario General: Ab. Gary Loor Fernández.
- Procurador: Ab. Abner Bello Molina

## Oferta educativa
En la actualidad, la UTM tiene 13 Facultades, de la cuales, 12 se orientan a la educación de Pregrado y la Facultad de Posgrado a los programas de Maestrías/Doctorados. 

### Pregrado
La Universidad Técnica de Manabí oferta la mayor cantidad de carreras en la ciudad de Portoviejo además tiene tres extensiones en localidades estratégicas, donde se ofertan carreras según las necesidades de la zona; es así que, en la parroquia Lodana del cantón Santa Ana funcionan las facultades de Ciencias Veterinarias, Ciencias Agrícolas y Ciencias Agronómicas; en Chone está la Facultad de Ciencias Zootécnicas; y en Bahía de Caráquez, cantón Sucre, la Escuela de Acuicultura y Pesca. El edificio sede de la Universidad Técnica de Manabi en la ciudad de Quito permite a los estudiantes de la zona Sierra y Oriente rendir los exámenes de fin de semestre.
La Universidad Técnica de Manabí cuenta con un programa académico de Pregrado de 12 Facultades que ofertan 70 Carreras de Pregrado bajo las modalidades presencial, en línea e híbrida, que a continuación se detallan:
| Facultad | Departamentos | Carreras                                                          | Modalidad de estudio de las Carreras |
| --- | --- | ----------------------------------------------------------------- | ------------------------------------ |
| Facultad de Ingeniería Agronómica (FIAG) - extensión cantón Santa Ana (parroquia Lodana) Creación: 11 de diciembre de 1952 | - Departamento de Ciencias Agronómicas | - Agronomía                                                       | Presencial                           |
| Facultad de Ingeniería Agronómica (FIAG) - extensión cantón Santa Ana (parroquia Lodana) Creación: 11 de diciembre de 1952 | - Departamento de Ciencias Agronómicas | - Ingeniería Ambiental                                            | Presencial                           |
| Facultad de Ingeniería Agronómica (FIAG) - extensión cantón Santa Ana (parroquia Lodana) Creación: 11 de diciembre de 1952 | - Departamento de Ciencias Agronómicas | - Agroecología                                                    | Presencial                           |
| Facultad de Ingeniería Agrícola (FIAGRI) - extensión cantón Santa Ana (parroquia Lodana) Creación: 11 de diciembre de 1952 | - Departamento de Ciencias Agrícolas | - Ingeniería Agrícola                                             | Presencial                           |
| Facultad de Ingeniería Agrícola (FIAGRI) - extensión cantón Santa Ana (parroquia Lodana) Creación: 11 de diciembre de 1952 | - Departamento de Ciencias Agrícolas | - Tecnologías Geoespaciales                                       | Presencial                           |
| Facultad de Ciencias Veterinarias (FCV) - extensión cantón Santa Ana (parroquia Lodana) Creación: 11 de diciembre de 1952  | - Departamento de Veterinaria | - Biología                                                        | Presencial                           |
| Facultad de Ciencias Veterinarias (FCV) - extensión cantón Santa Ana (parroquia Lodana) Creación: 11 de diciembre de 1952  | - Departamento de Veterinaria | - Medicina Veterinaria                                            | Presencial                           |
| Facultad de Ingeniería y Ciencias Aplicadas (FICA) Creación: 13 de octubre de 1958                                         | - Departamento de Ingeniería Mecánica - Departamento de Ingeniería Industrial - Departamento de Procesos Químicos, Alimentos y Biotecnología - Departamento de Ingeniería Eléctrica - Departamento de Construcciones Civiles | - Electricidad                                                    | Presencial                           |
| Facultad de Ingeniería y Ciencias Aplicadas (FICA) Creación: 13 de octubre de 1958                                         | - Departamento de Ingeniería Mecánica - Departamento de Ingeniería Industrial - Departamento de Procesos Químicos, Alimentos y Biotecnología - Departamento de Ingeniería Eléctrica - Departamento de Construcciones Civiles | - Ingeniería Civil                                                | Presencial                           |
| Facultad de Ingeniería y Ciencias Aplicadas (FICA) Creación: 13 de octubre de 1958                                         | - Departamento de Ingeniería Mecánica - Departamento de Ingeniería Industrial - Departamento de Procesos Químicos, Alimentos y Biotecnología - Departamento de Ingeniería Eléctrica - Departamento de Construcciones Civiles | - Mecánica                                                        | Presencial                           |
| Facultad de Ingeniería y Ciencias Aplicadas (FICA) Creación: 13 de octubre de 1958                                         | - Departamento de Ingeniería Mecánica - Departamento de Ingeniería Industrial - Departamento de Procesos Químicos, Alimentos y Biotecnología - Departamento de Ingeniería Eléctrica - Departamento de Construcciones Civiles | - Ingeniería Industrial                                           | Presencial                           |
| Facultad de Ingeniería y Ciencias Aplicadas (FICA) Creación: 13 de octubre de 1958                                         | - Departamento de Ingeniería Mecánica - Departamento de Ingeniería Industrial - Departamento de Procesos Químicos, Alimentos y Biotecnología - Departamento de Ingeniería Eléctrica - Departamento de Construcciones Civiles | - Ingeniería Química                                              | Presencial                           |
| Facultad de Ingeniería y Ciencias Aplicadas (FICA) Creación: 13 de octubre de 1958                                         | - Departamento de Ingeniería Mecánica - Departamento de Ingeniería Industrial - Departamento de Procesos Químicos, Alimentos y Biotecnología - Departamento de Ingeniería Eléctrica - Departamento de Construcciones Civiles | - Biotecnología                                                   | Presencial                           |
| Facultad de Ingeniería y Ciencias Aplicadas (FICA) Creación: 13 de octubre de 1958                                         | - Departamento de Ingeniería Mecánica - Departamento de Ingeniería Industrial - Departamento de Procesos Químicos, Alimentos y Biotecnología - Departamento de Ingeniería Eléctrica - Departamento de Construcciones Civiles | - Electrónica y Automatización                                    | Presencial                           |
| Facultad de Ingeniería y Ciencias Aplicadas (FICA) Creación: 13 de octubre de 1958                                         | - Departamento de Ingeniería Mecánica - Departamento de Ingeniería Industrial - Departamento de Procesos Químicos, Alimentos y Biotecnología - Departamento de Ingeniería Eléctrica - Departamento de Construcciones Civiles | - Alimentos                                                       | Presencial                           |
| Facultad de Ingeniería y Ciencias Aplicadas (FICA) Creación: 13 de octubre de 1958                                         | - Departamento de Ingeniería Mecánica - Departamento de Ingeniería Industrial - Departamento de Procesos Químicos, Alimentos y Biotecnología - Departamento de Ingeniería Eléctrica - Departamento de Construcciones Civiles | - Arquitectura                                                    | Presencial                           |
| Facultad de Ingeniería y Ciencias Aplicadas (FICA) Creación: 13 de octubre de 1958                                         | - Departamento de Ingeniería Mecánica - Departamento de Ingeniería Industrial - Departamento de Procesos Químicos, Alimentos y Biotecnología - Departamento de Ingeniería Eléctrica - Departamento de Construcciones Civiles | - Geología                                                        | Presencial                           |
| Facultad de Ingeniería y Ciencias Aplicadas (FICA) Creación: 13 de octubre de 1958                                         | - Departamento de Ingeniería Mecánica - Departamento de Ingeniería Industrial - Departamento de Procesos Químicos, Alimentos y Biotecnología - Departamento de Ingeniería Eléctrica - Departamento de Construcciones Civiles | - Mecatrónica                                                     | Presencial                           |
| Facultad de Ciencias de la Educación (FCE) Creación: 7 de mayo de 1975                                                     | - Departamento de Filosofía - Departamento de Pedagogía - Departamento de Deportes y Recreación | - Pedagogía de los Idiomas Nacionales y Extranjeros               | Presencial                           |
| Facultad de Ciencias de la Educación (FCE) Creación: 7 de mayo de 1975                                                     | - Departamento de Filosofía - Departamento de Pedagogía - Departamento de Deportes y Recreación | - Pedagogía de Actividad Física y Deporte                         | Presencial                           |
| Facultad de Ciencias de la Educación (FCE) Creación: 7 de mayo de 1975                                                     | - Departamento de Filosofía - Departamento de Pedagogía - Departamento de Deportes y Recreación | - Pedagogía Musical                                               | Presencial                           |
| Facultad de Ciencias de la Educación (FCE) Creación: 7 de mayo de 1975                                                     | - Departamento de Filosofía - Departamento de Pedagogía - Departamento de Deportes y Recreación | - Pedagogía de las Ciencias Experimentales (Química y Biología)   | Presencial                           |
| Facultad de Ciencias de la Educación (FCE) Creación: 7 de mayo de 1975                                                     | - Departamento de Filosofía - Departamento de Pedagogía - Departamento de Deportes y Recreación | - Pedagogía de las Ciencias Experimentales (Matemáticas y Física) | Presencial                           |
| Facultad de Ciencias de la Educación (FCE) Creación: 7 de mayo de 1975                                                     | - Departamento de Filosofía - Departamento de Pedagogía - Departamento de Deportes y Recreación | - Entrenamiento Deportivo                                         | Presencial                           |
| Facultad de Ciencias de la Educación (FCE) Creación: 7 de mayo de 1975                                                     | - Departamento de Filosofía - Departamento de Pedagogía - Departamento de Deportes y Recreación | - Pedagogía de la Lengua y la Literatura                          | Presencial                           |
| Facultad de Ciencias de la Educación (FCE) Creación: 7 de mayo de 1975                                                     | - Departamento de Filosofía - Departamento de Pedagogía - Departamento de Deportes y Recreación | - Psicopedagogía                                                  | Presencial                           |
| Facultad de Ciencias de la Educación (FCE) Creación: 7 de mayo de 1975                                                     | - Departamento de Filosofía - Departamento de Pedagogía - Departamento de Deportes y Recreación | - Educación Básica                                                | Presencial En línea                  |
| Facultad de Ciencias de la Educación (FCE) Creación: 7 de mayo de 1975                                                     | - Departamento de Filosofía - Departamento de Pedagogía - Departamento de Deportes y Recreación | - Educación Inicial                                               | Presencial En línea                  |
| Facultad de Ciencias Administrativas y Económicas (FCAE) Creación: 25 de noviembre de 1977                                 | - Departamento de Contabilidad y Auditoría - Departamento de Administración - Departamento de Economía | - Gastronomía                                                     | Presencial                           |
| Facultad de Ciencias Administrativas y Económicas (FCAE) Creación: 25 de noviembre de 1977                                 | - Departamento de Contabilidad y Auditoría - Departamento de Administración - Departamento de Economía | - Administración de Empresas                                      | Híbrida En línea                     |
| Facultad de Ciencias Administrativas y Económicas (FCAE) Creación: 25 de noviembre de 1977                                 | - Departamento de Contabilidad y Auditoría - Departamento de Administración - Departamento de Economía | - Contabilidad y Auditoría                                        | Híbrida                              |
| Facultad de Ciencias Administrativas y Económicas (FCAE) Creación: 25 de noviembre de 1977                                 | - Departamento de Contabilidad y Auditoría - Departamento de Administración - Departamento de Economía | - Economía                                                        | Híbrida En línea                     |
| Facultad de Ciencias Administrativas y Económicas (FCAE) Creación: 25 de noviembre de 1977                                 | - Departamento de Contabilidad y Auditoría - Departamento de Administración - Departamento de Economía | - Turismo                                                         | Híbrida En línea                     |
| Facultad de Ciencias Administrativas y Económicas (FCAE) Creación: 25 de noviembre de 1977                                 | - Departamento de Contabilidad y Auditoría - Departamento de Administración - Departamento de Economía | - Negocios digitales                                              | En línea                             |
| Facultad de Ciencias de la Salud (FCS) Creación: 23 de abril de 1991                                                       | - Departamento de Ciencias de Enfermería - Departamento de Salud Pública - Departamento de Ciencias Médicas - Departamento de Ciencias Biológicas - Departamento de Internado Rotativo                                       | - Laboratorio Clínico                                             | Presencial                           |
| Facultad de Ciencias de la Salud (FCS) Creación: 23 de abril de 1991                                                       | - Departamento de Ciencias de Enfermería - Departamento de Salud Pública - Departamento de Ciencias Médicas - Departamento de Ciencias Biológicas - Departamento de Internado Rotativo                                       | - Enfermería                                                      | Presencial                           |
| Facultad de Ciencias de la Salud (FCS) Creación: 23 de abril de 1991                                                       | - Departamento de Ciencias de Enfermería - Departamento de Salud Pública - Departamento de Ciencias Médicas - Departamento de Ciencias Biológicas - Departamento de Internado Rotativo                                       | - Medicina                                                        | Presencial                           |
| Facultad de Ciencias de la Salud (FCS) Creación: 23 de abril de 1991                                                       | - Departamento de Ciencias de Enfermería - Departamento de Salud Pública - Departamento de Ciencias Médicas - Departamento de Ciencias Biológicas - Departamento de Internado Rotativo                                       | - Optometría                                                      | Presencial                           |
| Facultad de Ciencias de la Salud (FCS) Creación: 23 de abril de 1991                                                       | - Departamento de Ciencias de Enfermería - Departamento de Salud Pública - Departamento de Ciencias Médicas - Departamento de Ciencias Biológicas - Departamento de Internado Rotativo                                       | - Nutrición y Dietética                                           | Presencial                           |
| Facultad de Ciencias de la Salud (FCS) Creación: 23 de abril de 1991                                                       | - Departamento de Ciencias de Enfermería - Departamento de Salud Pública - Departamento de Ciencias Médicas - Departamento de Ciencias Biológicas - Departamento de Internado Rotativo                                       | - Bioquímica y Farmacia                                           | Presencial                           |
| Facultad de Agrociencias (FAGROC) - extensión Cantón Chone (parroquia Chone) Creación: 10 de diciembre de 1991             | - Departamento de Producción Animal | - Zootecnia                                                       | Presencial                           |
| Facultad de Agrociencias (FAGROC) - extensión Cantón Chone (parroquia Chone) Creación: 10 de diciembre de 1991             | - Departamento de Procesos Agroindustriales | - Agroindustria                                                   | Presencial                           |
| Facultad de Agrociencias (FAGROC) - extensión Cantón Chone (parroquia Chone) Creación: 10 de diciembre de 1991             | - Departamento de Procesos Agroindustriales | - Agronegocios                                                    | Híbrida                              |
| Facultad de Agrociencias (FAGROC) - extensión Cantón Chone (parroquia Chone) Creación: 10 de diciembre de 1991             | - Departamento de Procesos Agroindustriales | - Biodiversidad y Recursos Genéticos                              | Presencial                           |
| Facultad de Ciencias Humanísticas y Sociales (FCHS) Creación: 25 de mayo de 1998                                           | - Departamento de Ciencias de la Información y documentación - Departamento de Ciencias Jurídicas - Departamento de Ciencias Sociales y del Comportamiento                                                                   | - Derecho                                                         | En línea Híbrida                     |
| Facultad de Ciencias Humanísticas y Sociales (FCHS) Creación: 25 de mayo de 1998                                           | - Departamento de Ciencias de la Información y documentación - Departamento de Ciencias Jurídicas - Departamento de Ciencias Sociales y del Comportamiento                                                                   | - Bibliotecología, Documentación y Archivo                        | Híbrida                              |
| Facultad de Ciencias Humanísticas y Sociales (FCHS) Creación: 25 de mayo de 1998                                           | - Departamento de Ciencias de la Información y documentación - Departamento de Ciencias Jurídicas - Departamento de Ciencias Sociales y del Comportamiento                                                                   | - Psicología                                                      | Presencial En línea                  |
| Facultad de Ciencias Humanísticas y Sociales (FCHS) Creación: 25 de mayo de 1998                                           | - Departamento de Ciencias de la Información y documentación - Departamento de Ciencias Jurídicas - Departamento de Ciencias Sociales y del Comportamiento                                                                   | - Trabajo Social                                                  | Presencial En línea                  |
| Facultad de Ciencias Humanísticas y Sociales (FCHS) Creación: 25 de mayo de 1998                                           | - Departamento de Ciencias de la Información y documentación - Departamento de Ciencias Jurídicas - Departamento de Ciencias Sociales y del Comportamiento                                                                   | - Sociología                                                      | Híbrida                              |
| Facultad de Ciencias Informáticas (FCI) Creación: 21 de mayo de 2001                                                       | - Departamento de Tecnologías de Información y Comunicación | - Tecnologías de la Información                                   | Presencial En línea                  |
| Facultad de Ciencias Informáticas (FCI) Creación: 21 de mayo de 2001                                                       | - Departamento de Tecnologías de Información y Comunicación | - Telecomunicaciones                                              | Presencial                           |
| Facultad de Ciencias Informáticas (FCI) Creación: 21 de mayo de 2001                                                       | - Departamento de Tecnologías de Información y Comunicación | - Realidad Virtual y Videojuegos                                  | Híbrida                              |
| Facultad de Ciencias Informáticas (FCI) Creación: 21 de mayo de 2001                                                       | - Departamento de Sistemas Computacionales | - Sistemas de Información                                         | Presencial                           |
| Facultad de Ciencias Informáticas (FCI) Creación: 21 de mayo de 2001                                                       | - Departamento de Sistemas Computacionales | - Software                                                        | Presencial                           |
| Facultad de Ciencias Informáticas (FCI) Creación: 21 de mayo de 2001                                                       | - Departamento de Sistemas Computacionales | - Computación                                                     | Presencial                           |
| Facultad de Ciencias Básicas (FCB) Creación: 20 de diciembre del 2013                                                      | - Departamento de Matemáticas | - Matemática Aplicada                                             | Presencial                           |
| Facultad de Ciencias Básicas (FCB) Creación: 20 de diciembre del 2013                                                      | - Departamento de Estadísticas | - Estadística                                                     | Presencial                           |
| Facultad de Ciencias Básicas (FCB) Creación: 20 de diciembre del 2013                                                      | - Departamento de Física y Química | - Física                                                          | Presencial                           |
| Facultad de Ciencias Básicas (FCB) Creación: 20 de diciembre del 2013                                                      | - Departamento de Física y Química | - Química                                                         | Presencial                           |
| Facultad de Acuicultura y Ciencias del Mar (FACM) - Extensión Sucre Creación: 14 de septiembre de 1987                     | - Departamento de Acuicultura y Pesca | - Acuicultura                                                     | Presencial                           |
| Facultad de Acuicultura y Ciencias del Mar (FACM) - Extensión Sucre Creación: 14 de septiembre de 1987                     | - Departamento de Acuicultura y Pesca | - Recursos Naturales Renovables                                   | Presencial                           |

|                                                   |
| Facultad de Ciencias Administrativas y Económicas |

|                                              |
| Facultad de Ciencias Humanísticas y Sociales |

|                                   |
| Facultad de Ciencias Informáticas |

|                                      |
| Facultad de Ciencias de la Educación |

|                                  |
| Facultad de Ciencias de la Salud |

|                                             |
| Facultad de Ingeniería y Ciencias Aplicadas |

### Postgrado
La Facultad de Posgrado (FP) es la unidad académica encargada de planificar, organizar y ejecutar programas de cuarto nivel. La Universidad Técnica de Manabí cuenta con 86 programas de Postgrado vigentes, los cuales son:
| Tipo de estudio de Postgrado | Nombre del estudio de Postgrado | Modalidad de estudio |
| ---------------------------- | --- | -------------------- |
| Doctorados                   | - Doctorado en Ciencias Agropecuarias | Presencial           |
| Doctorados                   | - Doctorado en Administración | Presencial           |
| Doctorados                   | - Doctorado en Educación | Presencial           |
| Maestrías de Investigación   | Maestría en Derechos Humanos (Mención en Sistemas Internacionales de Protección)                                                                      | Virtual              |
| Maestrías de Investigación   | - Maestría en Acuicultura | Presencial           |
| Maestrías de Investigación   | - Maestría en Agronomía (Mención Agricultura Sostenible)                                                                                              | Híbrida              |
| Maestrías de Investigación   | - Maestría en Bibliotecología (Mención Gestión de la Información)                                                                                     | En línea             |
| Maestrías de Investigación   | - Maestría en Desarrollo Local | En línea             |
| Maestrías de Investigación   | - Maestría en Educación (Mención Comunicación Educativa)                                                                                              | En línea             |
| Maestrías de Investigación   | - Maestría en Educación (Mención Enseñanza Básica) | En línea             |
| Maestrías de Investigación   | - Maestría en Electricidad (Mención Sistemas Eléctricos de Potencia)                                                                                  | Híbrida              |
| Maestrías de Investigación   | - Maestría en Estadística (Mención Estadística Aplicada)                                                                                              | Híbrida              |
| Maestrías de Investigación   | - Maestría en Gerencia de la Calidad e Innovación | Híbrida              |
| Maestrías de Investigación   | - Maestría en Gestión del Talento Humano | En línea             |
| Maestrías de Investigación   | - Maestría en Ingeniería Agrícola (Mención en Agroecología y Cambio Climático)                                                                        | Híbrida              |
| Maestrías de Investigación   | - Maestría en Ingeniería Química (Mención: Procesos Químicos)                                                                                         | Presencial           |
| Maestrías de Investigación   | - Maestría en Ingeniería Química (Mención: Alimentos)                                                                                                 | Híbrida              |
| Maestrías de Investigación   | - Maestría en Ingeniería Química (Mención: Ambiente)                                                                                                  | Híbrida              |
| Maestrías de Investigación   | - Maestría en Mantenimiento Industrial (Mención Gestión Eficiente del Mantenimiento)                                                                  | Híbrida              |
| Maestrías de Investigación   | - Maestría en Matemática | Híbrida              |
| Maestrías de Investigación   | - Maestría en Mecánica (Mención Eficiencia Energética)                                                                                                | Presencial           |
| Maestrías de Investigación   | - Maestría en Optometría (Mención Contactología y Terapia Visual)                                                                                     | Presencial           |
| Maestrías de Investigación   | - Maestría en Pedagogía (Mención Docencia e Innovación Educativa)                                                                                     | Híbrida              |
| Maestrías de Investigación   | - Maestría en Prevención y Gestión de Riesgos | Híbrida              |
| Maestrías de Investigación   | - Maestría en Psicología (Mención Psicoterapia) | Híbrida              |
| Maestrías de Investigación   | - Maestría en Sanidad Vegetal | Híbrida              |
| Maestrías de Investigación   | - Maestría en Tecnologías de la Información (Mención Seguridad de Redes y Comunicaciones)                                                             | En línea             |
| Maestrías de Investigación   | - Maestría en Ciencias Sociales (Mención Comunicación, Derechos Humanos y Transformación Social)                                                      | En línea             |
| Maestrías de Investigación   | - Maestría en Física | Híbrida              |
| Maestrías de Investigación   | - Maestría en Biotecnología (Mención en Biotecnología Vegetal)                                                                                        | Presencial           |
| Maestrías de Investigación   | - Maestría en Derecho Laboral | En línea             |
| Maestrías de Investigación   | - Maestría en Derecho (Mención en Derechos Constitucionales, Humanos y Ambientales)                                                                   | En línea             |
| Maestrías Profesionalizantes | - Maestría en Educación (Mención Gestión del Aprendizaje Mediado por TIC)                                                                             | Híbrida              |
| Maestrías Profesionalizantes | - Maestría en Educación (Mención en Didácticas para la Educación Básica)                                                                              | Híbrida              |
| Maestrías Profesionalizantes | - Maestría en Educación (Mención en Gestión y Liderazgo)                                                                                              | Híbrida              |
| Maestrías Profesionalizantes | - Maestría en Economía | En línea             |
| Maestrías Profesionalizantes | - Maestría en Economía Social y Solidaria (Mención en Emprendimiento y Políticas Públicas)                                                            | Semipresencial       |
| Maestrías Profesionalizantes | - Maestría en Economía Social y Solidaria (Mención en Gestión de las Finanzas Populares y Solidarias)                                                 | Semipresencial       |
| Maestrías Profesionalizantes | - Maestría en Educación (Mención Inclusión Educativa y Atención a la Diversidad)                                                                      | Semipresencial       |
| Maestrías Profesionalizantes | - Maestría en Administración de Empresas | En línea             |
| Maestrías Profesionalizantes | - Maestría en Ingeniería Agrícola | Híbrida              |
| Maestrías Profesionalizantes | - Maestría en Agroindustria | Presencial           |
| Maestrías Profesionalizantes | - Maestría en Agronomía (Mención Mecanización Agrícola)                                                                                               | Híbrida              |
| Maestrías Profesionalizantes | - Maestría en Agronomía (Mención Producción Agrícola Sostenible)                                                                                      | Híbrida              |
| Maestrías Profesionalizantes | - Maestría en Biomedicina (Mención en Pruebas Especiales y Diagnóstico Médico)                                                                        | Presencial           |
| Maestrías Profesionalizantes | - Maestría en Contabilidad y Auditoría | En línea             |
| Maestrías Profesionalizantes | - Maestría en Educación Inicial | Híbrida              |
| Maestrías Profesionalizantes | - Maestría en Educación (Mención Pedagogía en Entornos Digitales)                                                                                     | En línea             |
| Maestrías Profesionalizantes | - Maestría en Gestión de Proyectos | En línea             |
| Maestrías Profesionalizantes | - Maestría en Hidráulica (Mención 1: Gestión de Recursos Hídricos y Mención 2: Diseño de Obras Hidráulicas)                                           | Presencial           |
| Maestrías Profesionalizantes | - Maestría en Ingeniería Civil (Mención: Construcción de Vivienda Social)                                                                             | Híbrida              |
| Maestrías Profesionalizantes | - Maestría en Ingeniería Civil (Mención: Viabilidad)                                                                                                  | Presencial           |
| Maestrías Profesionalizantes | - Maestría en Ingeniería Industrial (Mención 1: Logística y Cadena de Suministros y Mención 2: Planeación y Control de la Producción y los Servicios) | Presencial           |
| Maestrías Profesionalizantes | - Maestría en Medicina Veterinaria (Mención Salud y Reproducción en Especies Productivas)                                                             | Presencial           |
| Maestrías Profesionalizantes | - Maestría en Pedagogía (Mención Bachillerato Técnico)                                                                                                | En línea             |
| Maestrías Profesionalizantes | - Maestría en Pedagogía de la Cultura Física | Híbrida              |
| Maestrías Profesionalizantes | - Maestría en Pedagogía de los Idiomas Nacionales y Extranjeros (Mención Enseñanza de Inglés)                                                         | En línea             |
| Maestrías Profesionalizantes | - Maestría en Química (Mención Química Ambiental) | Presencial           |
| Maestrías Profesionalizantes | - Maestría en Salud Pública (Mención Economía y Desarrollo Socio Ambiental)                                                                           | Presencial           |
| Maestrías Profesionalizantes | - Maestría en Turismo (Mención en Gestión del Turismo)                                                                                                | Presencial           |
| Maestrías Profesionalizantes | - Maestría en Zootecnia (Mención Producción Ganadera Sostenible)                                                                                      | Híbrida              |
| Maestrías Profesionalizantes | - Maestría en Pedagogía de las Ciencias Experimentales (Mención en Matemática y Física)                                                               | Híbrida              |
| Maestrías Profesionalizantes | - Maestría en Pedagogía de las Ciencias Experimentales (Mención en Química y Biología)                                                                | Híbrida              |
| Maestrías Profesionalizantes | - Maestría en Gestión Pública y Buen Gobierno | Presencial           |
| Maestrías Profesionalizantes | - Maestría en Ingeniería del Software | En línea             |
| Maestrías Profesionalizantes | - Maestría en Administración Tributaria | En línea             |
| Maestrías Profesionalizantes | - Maestría en Educación (Mención Innovación y Liderazgo Educativo)                                                                                    | En línea             |
| Maestrías Profesionalizantes | - Maestría en Educación (Mención Intervención Psicopedagógica)                                                                                        | En línea             |
| Maestrías Profesionalizantes | - Maestría en Educación | En línea             |
| Maestrías Profesionalizantes | - Maestría en Ingeniería Civil (Mención Estructura)                                                                                                   | Híbrida              |
| Maestrías Profesionalizantes | - Maestría en Trabajo Social (Mención Técnicas e Intervención)                                                                                        | En línea             |
| Maestrías Profesionalizantes | - Maestría en Ciencia de Datos y Máquinas de Aprendizaje                                                                                              | En línea             |
| Maestrías Académicas         | - Maestría en Educación Mención en Docencia e Investigación en Educación Superior                                                                     | En línea             |
| Maestrías Académicas         | - Maestría en Educación Mención en Gestión y Aseguramiento de la Calidad de la Educación Superior                                                     | En línea             |
| Maestrías Académicas         | - Maestría en Geomática | Presencial           |
| Maestrías Académicas         | - Maestría en Psicología con mención en Intervención                                                                                                  | En línea             |
| Maestrías Académicas         | - Maestría en Ciencias de la Nutrición con mención en Epidemiología Nutricional                                                                       | Presencial           |
| Maestrías Académicas         | - Maestría en Psicología Clínica | Presencial           |
| Maestrías Académicas         | - Maestría en Psicología con Mención en Psicología Forense y Peritaje Psicológico                                                                     | En línea             |
| Maestrías Académicas         | - Maestría en Ciberseguridad | En línea             |
| Especializaciones            | - Especialización en Orientación Familiar Integral | En línea             |
| Especializaciones            | - Especialización en Gestión de Servicios de Alimentos y Bebidas                                                                                      | En línea             |
| Especializaciones médicas    | - Especialización en Enfermería Oncológica | Presencial           |
| Especializaciones médicas    | - Especialización en Cirugía General y Laparoscópica                                                                                                  | Presencial           |

## Institutos
La Universidad Técnica de Manabí dispone de tres Institutos, los cuales son:
- Instituto de Investigación: contribuye  al desarrollo de la investigación científica en la Universidad Técnica de Manabí a través de la generación de proyectos que apoyen los programas de formación de los estudiantes de grado y posgrados, así como la vinculación con el sector público y privado.[19]
- Instituto de Admisión y Nivelación: promociona la oferta académica y orienta sobre los procesos de admisión a estudiantes bachilleres. Así mismo, brinda servicios de asesoría a docentes y estudiantes del nivel de bachillerato sobre los procesos, requisitos y condiciones de admisión a las IES, establecidos en la normativa de educación superior y capacitación; así como, capacita a docentes y estudiantes bachilleres respecto a las competencias requeridas para el ingreso a las instituciones de educación superior.[20]
- Instituto de Lenguas: creado el 19 de noviembre de 2001, el Instituto de Lenguas garantiza la enseñanza de idiomas a sus estudiantes. Los estudiantes cursan 5 niveles para alcanzar el nivel B1 de Inglés.[21]

## Empresas
- EMSERVING-EP: Empresa Pública de Servicios Generales e Ingeniería UTM.

## Revistas
Las revistas actuales de la institución son:
- La Técnica: Revista de las Agrociencias.
- ECA Sinergia: Revista para las áreas en las Ciencias Administrativas, Contables y Económicas
- RECUS: Revista Electrónica Cooperación Universidad Sociedad.
- ReHuSo: Revista de Ciencias Humanísticas y Sociales.
- Bases de la Ciencia: Revista para las áreas de Biología, Física, Matemática, Química y Geociencias
- QhaliKay: Revista de Ciencias de la Salud.
- RIEMAT: Revista de Investigaciones en Energía, Medio Ambiente y Tecnología.
- Cognosis: Revista de Filosofía, Letras y Ciencias de la Educación
- Informática y Sistemas (IS): Revista de Tecnologías de la Informática y las Comunicaciones.
- AquaTechnica: Revista Iberoamericana de Acuicultura.
- Nullius: Revista jurídica de la UTM.
- Psidial: Revista de Psicología y Diálogo de Saberes.
- Repha: Revista de Historia, Patrimonio, Arqueología y Antropología Americana, editada por el Grupo de Investigación "Puruhá" y la UTM.
- Órbita Pedagógica: Revista de Ciencias de la Educación (Ciencias Naturales, Exactas, Sociales, etc.), editada por el Instituto Superior de Ciencias de la Educación de Huambo y la UTM.

## Servicios universitarios
Los servicios que ofrece la Universidad Técnica de Manabí, son los siguientes:
- Servicios dirigidos a docentes, administrativos, trabajadores y jubilados.
  - Archivo General UTM: préstamo de consulta de material bibliográfico y publicaciones seriadas a usuarios externos. Préstamo del patrimonio documental de manera interna.
  - Relaciones Públicas: cobertura y difusión de eventos académicos, de investigación y vinculación a través de los medios oficiales. Publicidad de eventos académicos.
  - Facultad de Posgrado: planifica, organiza y ejecuta programas de cuarto nivel.
- Servicios dirigidos a estudiantes.
  - Gestión Académica de Pregrado: servicio de formación educativa universitaria de Pregrado.
  - Gestión Académica de Posgrado: servicio de formación educativa universitaria de Posgrado.
  - Unidad de Inclusión, Equidad Social y Género: impulsa acciones que posibiliten la eliminación de paradigmas y estereotipos discriminatorios.[25]
  - Prácticas Preprofesionales y pasantías: ayuda a los estudiantes a la preparación para el desarrollo profesional.
  - Biblioteca Central “Dr. Alejandro Muñoz Dávila”: según el Ing. José Luis Molina (2013) es la más grande de la provincia de Manabí con más de 20.000 libros, con 1.800 m² y capacidad para 610 personas, tiene acceso gratuito a la web mediante internet abierto y es visitada principalmente por estudiantes y público en general. Además, provee acceso a bibliotecas virtuales científicas (EBSC, E-libro, OvidSP, EBL, etc.) en convenio con la UTM.[26]
  - Instituto de Lenguas: formación presencial y virtual de los estudiantes de los idiomas inglés y francés. Procesos de convalidación y homologación de los idiomas antes indicados.
- Servicios dirigidos a la comunidad universitaria.
  - Dirección General de Vinculación con la Sociedad: difusión y realización de actividades de vinculación con la sociedad gestionadas por las dependencias adscritas a la Dirección. Capacitación a los docentes de la UTM para fortalecer la función sustantiva de vinculación con la sociedad.
  - Unidad de Bienestar Estudiantil: brinda atención médica integral en nutrición, psicología, odontología, enfermería, medicina general, trabajo social, rehabilitación cardiovascular, fisioterapia, becas, farmacia y servicios de laboratorio clínico.
  - Unidad de Cultura: préstamo de material del repositorio “El Archivo de la Memoria” en los formatos requeridos. Entrevistas a portadores de saberes ancestrales en textos, videos y audios.
  - Servicio de buses: orientado al servicio de los docentes, empleados y estudiantes principalmente para realizar giras y prácticas de estudios a diferentes lugares de la provincia y el país; estos realizan recorridos de Portoviejo-Lodana y de Lodana-Portoviejo.
- Servicios dirigidos a la comunidad.
  - Instituto de Admisión y Nivelación: el Instituto de Admisión y Nivelación de la UTM tiene como objetivos fundamentales aumentar la admisión de estudiantes de colegios fiscales en la UTM a través de capacitación y apoyo, identificar las características psicosociales y necesidades de orientación de los estudiantes de bachillerato para abordar eficientemente los procesos de admisión a las IES ecuatorianas, desarrollar competencias de pensamiento y fortalecer el conocimiento para mejorar el desempeño en la prueba de admisión, promover la toma de decisiones correctas basadas en el autoconocimiento y el perfil de la carrera, y finalmente, desarrollar habilidades y actitudes que permitan a los estudiantes de nivelación de carrera tener un inicio exitoso en su formación personal y profesional en la carrera de su elección.[20]
  - Consultorio Jurídico Gratuito: servicio orientado a asuntos penales, niñez y adolescencia, violencia intrafamiliar.
  - Clínica de Simulación y Laboratorios: espacio para replicar situaciones que se viven en los centros hospitalarios y que permiten a los estudiantes desarrollar las actitudes y destrezas necesarias para la realización de las prácticas preprofesionales en las que tienen contacto con las personas.[27]
  - Clínica Veterinaria: su filosofía es ofrecer todo lo necesario para el cuidado de su mascota (perros y gatos), enseñando como la medicina preventiva puede alargar su vida, incorporando siempre, avances en medicina veterinaria y tratando a su mascota como uno más de la familia. Presta una serie de servicios a la comunidad con un personal altamente calificado.[28]
  - Centro de Seguimiento a Graduados e Inserción Laboral: capacitación y educación continua para la adquisición de nuevas destrezas y habilidades que demanda el entorno laboral de los graduados.[29]
  - Jardín Botánico de la UTM: es un lugar recreativo de acceso gratuito posee una amplia colección de plantas vivas (ornamentales, medicinales, forestales o frutales), es visitado por muchas personas para estar en contacto con la naturaleza.
  - Coro polifónico de la UTM: el coro fue fundado en 1992,[30] está conformado por estudiantes de la carrera de Educación Artística y otras especialidades del alma mater, tiene una reconocida trayectoria en la provincia de Manabí, destacándose en sus presentaciones en diferentes festivales nacionales. Las canciones que entona el coro son músicas nacionales, populares y clásicas; difundiendo de esta forma la cultura en las personas.

## Identidad Institucional
La identidad institucional está formada por el Día de la UTM, Himno, Escudo y Bandera.

### Día de la UTM
Se establece como "Día de la Universidad Técnica de Manabí", el 25 de junio, por cuanto en una fecha como ésta, en el año 1954, iniciaron las actividades institucionales, razón por la que cada año se realiza una Sesión Solemne, como acto central de la celebración. 

### Himno
La letra del Himno de la Universidad Técnica de Manabí corresponde al poema cuyo autor es el Lcdo. Horacio Hidrovo Peñaherrera. La música corresponde al Lcdo. Soler Mendieta Aguirre.
Himno de la Universidad Técnica de Manabí
Letra: Horacio Hidrovo
Música: Soler Mendieta
CORO
De pie juventud de mi pueblo
legión de la idea sublime
que tu voz de verdad infinita
en los siglos grabada quedará
SOLO
Por los cerros de Alfaro se escucha
tu palabra de ciencia y justicia
y en los anchos caminos montubios
es bandera de fe y esperanza
CORO
De pie banderas de lucha
adelante clarines de triunfo
a correr por los cauces abiertos
por la patria a vivir o morir

### Escudo
El Escudo de la Universidad Técnica de Manabí corresponde al diseñado por el artista y poeta manabita Manuel Andrade Ureta. Tiene como base los colores del Emblema Nacional, sobre los cuales están grabadas las palabras: PATRIA, TÉCNICA Y CULTURA, que la Universidad ha adoptado como lema. Como envolviendo el Escudo se destacan estrellas en oro que representan los cantones que forman la unidad provincial.
- En el primer espacio superior de la izquierda se levanta hacia el cielo límpido de la Patria, un ceibo, árbol centenario, símbolo de la Provincia de Manabí.
- En el segundo espacio superior de la derecha, sobre un fondo rojo se encuentra un libro sobre el cual reposa un tintero y una pluma, elementos indispensables para el estudio y expresión del pensamiento.
- En el tercer espacio inferior de la derecha, sobre un fondo verde claro, está ubicado un cuerno de la abundancia en oro, derramando monedas, producto del esfuerzo creador de los hombres que pueblan esta vasta zona nacional y que será más próspera con la existencia de su universidad,
- En el cuarto espacio, dividido en dos franjas diagonales se hallan los colores amarillo oro y verde olivo, que ha adoptado como suyos la universidad.

### Bandera
La Bandera de la Universidad Técnica de Manabí está formada por dos franjas horizontales: la superior de color amarillo oro y la inferior que es de color verde olivo.